# Ernst Trömner
Ernst Trömner (ur. 1868 w Merano, zm. 27 maja 1930 w Hamburgu) – niemiecki lekarz neurolog. Był profesorem i dyrektorem oddziału neurologicznego szpitala św. Grzegorza w Hamburgu od 1919 do 1930 roku.
W 1910 przedstawił zaprojektowany przez siebie młotek neurologiczny, który wkrótce stał się bardzo popularny w Niemczech i Stanach Zjednoczonych.
Nazwisko Trömnera wiązane jest także do dziś z nazwą opisanego przez niego odruchu (odruch Trömnera). Gdy neurolog weźmie dłoń pacjenta i lekko uderzy koniuszkami swoich palców w opuszki swobodnie wiszących palców pacjenta, dochodzi do skurczu mięśni zginaczy wszystkich palców, włącznie z kciukiem. Jeśli reakcja ta jest nasilona, albo obecne są inne objawy piramidowe (np. objaw Babińskiego), albo reakcja jest asymetryczna, objaw ten przemawia za uszkodzeniem dróg piramidowych.